# Afroleptomydas turneri
Afroleptomydas turneri är en tvåvingeart som beskrevs av Joseph Charles Bequaert 1963. Afroleptomydas turneri ingår i släktet Afroleptomydas och familjen Mydidae. Inga underarter finns listade i Catalogue of Life.